# Cikahuripan (Kelapa Nunggal)
Cikahuripan is een bestuurslaag in het regentschap Bogor van de provincie West-Java, Indonesië. Cikahuripan telt 13.915 inwoners (volkstelling 2010).